# Narasaka-Prasad-Reduktion

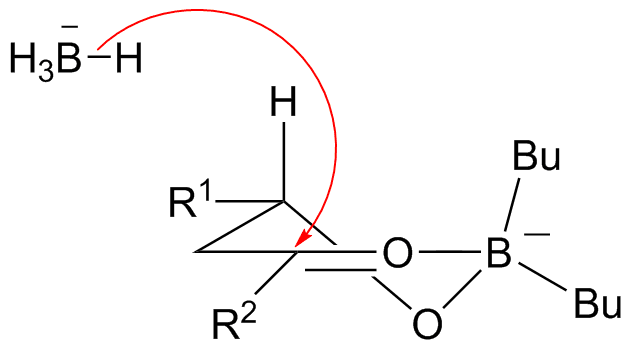
Übergangszustand der Narasaka-Prasad-Reduktion

Die Narasaka-Prasad-Reduktion ist eine Namensreaktion zur stereoselektiven Reduktion von β-Hydroxyketonen zu den entsprechenden syn-Diolen mittels zweier unterschiedlich polarisierter Borverbindungen. Eines davon, mit positiver Polarisierung am Boratom, reagiert mit dem Edukt als Chelatbildner. Hier werden Verbindungen wie Methyldibutylborinat (Bu2BOMe) verwendet. Das zweite mit negativer Polarisierung am Boratom ist das Reduktionsmittel, üblicherweise ein Borhydrid wie Natriumborhydrid. Narasaka publizierte die Reaktion erstmals 1984.

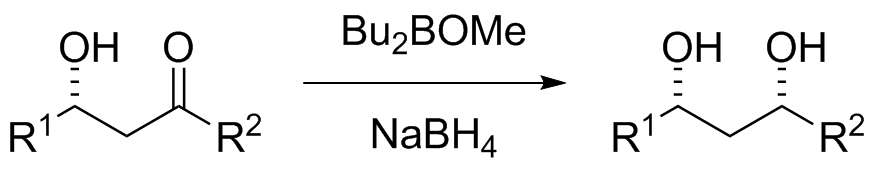
Reaktionsschema der Narasaka-Prasad-Reduktion

Die Reaktion durchläuft einen sechsgliedrigen Übergangszustand. Durch die Chelatierung des Edukts mit dem Borinat wird der intermolekulare Hydridtransfer in axialer Stellung syn zu dem β-ständigen Wasserstoffatom bevorzugt, weil direkt das stabilere Produkt in einer Sesselkonformation entsteht (Fürst-Plattner-Regel).
Die Narasaka-Prasad-Reduktion wurde seither in vielen Naturstoffsynthesen eingesetzt, darunter zum Beispiel Discodermolid. Eine ähnliche Namensreaktion ist die Saksena-Evans-Reduktion, bei der unter Verwendung einer anderen Borverbindung ein intramolekularer Hydridtransfer zum anti-Diol führt.

## Externe Links zu erwähnten Verbindungen
1. ↑  Externe Identifikatoren von bzw. Datenbank-Links zu Methyl-dibutylborinat:  CAS-Nr.: 2344-21-0, PubChem: 5326104, ChemSpider: 4483584, Wikidata: Q82225226.
2. ↑  Externe Identifikatoren von bzw. Datenbank-Links zu Discodermolid:  CAS-Nr.: 127943-53-7, PubChem: 643668, ChemSpider: 558787, Wikidata: Q2920456.